# Divinités nord-amérindiennes
 (novembre 2023).
Si vous disposez d'ouvrages ou d'articles de référence ou si vous connaissez des sites web de qualité traitant du thème abordé ici, merci de compléter l'article en donnant les références utiles à sa vérifiabilité et en les liant à la section « Notes et références ».

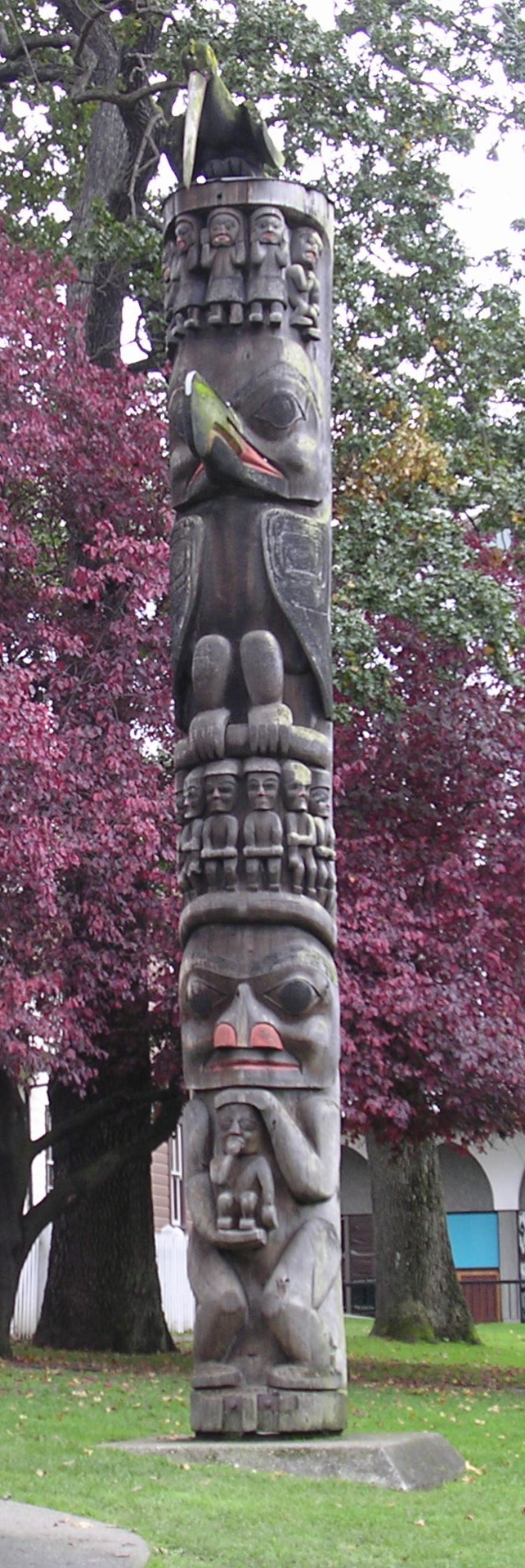
Totem

La diversité des tribus nord-amérindiennes se manifestait dans celle de leurs croyances et les esprits en lesquels ils croyaient. Bien que les différentes tribus partageassent parfois des rituels communs, les esprits leur étaient le plus souvent spécifiques.  
Dans les cas des religions nord-amérindiennes, nous ne pouvons parler de divinités à proprement parler.  En effet, les catégories grecques qui ont été appliquées aux religions panthéistes ne concordent pas tout à fait avec les religions animistes telles que celles des Amérindiens du Nord.  

## Abénaquis
- Tabal-dak

Esprit créateur androgyne des Abénaquis, il a créé les humains.  À partir de la poussière de sa main, il créera deux frères: Gluskab et Malsumis. Ces deux frères ont la possibilité de créer un monde meilleur mais seul Gluskab en fait l'essai.  Malsumis est plutôt porté à faire le mal.

## Apaches
- Ysun

Le Créateur pour les Apaches, Ysun est un esprit très puissant mais sans forme propre, une entité immatérielle dont l’influence s’étendrait à tout être vivant.

## Algonquin
- Manitou

Esprit suprême des Algonquins. Sous le nom de Kije Manito (Gitche Manitou) qui signifie en langue algonquienne « grand esprit ». Il est le créateur de tout ce qui existe sur Terre. Mais le terme Manitou a pu qualifier d’autres entités comme celles qui se manifestent par exemple dans les rêves. La représentation de l'esprit variait d'une tribu à l’autre : Les Mascoutin, par exemple, le priaient avant la chasse en tant que régent des animaux. Les Innus (Montagnais) le vénéraient comme protecteur des caribous.

## Assiniboine
- Iktomi

Créateur de la Terre.

## Cherokee
- Asagaya Gigageï

Esprit du tonnerre des Cherokee, Asagaya Gigagei est invoqué par les chamans quand ils doivent soigner.

## Cheyenne
- Maheo est le Manitou des Cheyennes.

## Iroquois
Le Grand Esprit est à l'origine de l'univers et tout ce qui l'entoure (plantes, animaux, humains...) et la domine, il est aussi appelé Manitou en langue algonquine.
- Oranda / Orenda

Puissance spirituelle vénérée par les Iroquois, Oranda est une entité abstraite dont les manifestations se multiplient dans le monde vivant et peuvent être présentes à divers degrés, en tout être, humain ou animal.
- Gohone

Divinité qui personnifie l'hiver,.
Comme tous les esprits des saisons, il est un serviteur d'Adekagagawaa (le Grand Esprit), démiurge personnifié dans le soleil.

## Navajo
- Estsanatlehi

La créatrice des humains. À l'instar des déesses de la Fertilité de nombreuses mythologies, cette entité est vieille en hiver et retrouve la jeunesse au printemps. Elle est la femme de l'esprit du soleil Tsohanoï.
- Hastsezini

Le dieu du feu.
- Tonenili

Esprit de la pluie, « l'arroseur » s'amuse avec les hommes en usant de son « pot à eau » mais se montre bienveillant quand les circonstances le demandent ; par exemple, lorsqu'il a réussi à sauver le premier Navajo des griffes de l'affreux monstre des eaux, avec l'appui de son allié Hastsezini, l'esprit du Feu.
- Tsohanoaï

Esprit du Soleil, il porte son attribut incandescent sur le dos et le range pour la nuit dans sa maison en l'accrochant à son mur (ouest).

## Pawnee
- Tirawa

Appelé « La Voûte des Cieux » chez les Pawnees, Tirawa esprit lointain et tout-puissant est le créateur du monde. Avec son épouse, Atira, il tenait conseil dans le ciel et distribuait ses instructions aux autres esprits; c'est lui qui maria le soleil (Shakouroun) et la lune (Pah), leur donna mission pour le premier de réchauffer la terre, pour la seconde de procurer sommeil et repos, et qui plaça leur enfant (un garçon) sur la terre, afin qu'on lui enseigne la vie, lui offrant pour compagne la fille née des étoiles. Tirawa, quoique très vénéré, pouvait se montrer d'une humeur incertaine, puisqu'il provoqua le déluge et faillit faire disparaître le genre humain dans un coup de colère…
- Atira Épouse de Tirawa.
- Pah La lune, épouse de Shakouroun (le soleil).
- Shakouroun Le soleil, époux de Pah (la lune).

## Sioux
- Wakan Tanka / Waconda / Wakanda

Source suprême de la Sagesse, esprit généreux et tout-puissant des Sioux, celui qui éclaire le chaman.

## Esprits partagés par diverses tribus
- Le corbeau ou Chulyen, Hemaskas, GuGuyni, Nankil’slas, Kwekwaxa’we, Txamsem, We-ghyet, Yhel selon les tribus, esprit farceur, qui tend des pièges, esprit de la ruse.
- Le coyote ou Akba-Atatdia, appelé parfois « le vieil homme », selon les tribus.
- Le grand lièvre ou Manabhoszo Kivati, Kwatyat, Xelas Manibhozo, Wisaaka, également esprit de la ruse et du changement.